# Вилистон (Охајо)
Вилистон (енгл. Williston) насељено је место без административног статуса у америчкој савезној држави Охајо.

## Демографија
По попису из 2010. године број становника је 487.
| Група             | 2000.    | 2010.       |
| Белци             | 0 (0,0%) | 456 (93,6%) |
| Афроамериканци    | 0 (0,0%) | 8 (1,6%)    |
| Азијати           | 0 (0,0%) | 0 (0,0%)    |
| Хиспаноамериканци | 0 (0,0%) | 18 (3,7%)   |
| Укупно            | 0        | 487         |